# Villa Rozenstein
Rozenstein is een rijksmonument in Baarn in de provincie Utrecht. Het huis staat op de hoek van de Kroningslaan en de Wilhelminalaan in het Wilhelminapark dat onderdeel is van  rijksbeschermd dorpsgezicht Prins Hendrikpark e.o.
De villa, oorspronkelijk genaamd Refugium, is in 1899 ontworpen door H. Sweris. Sweris bouwde de woning als investeringsobject. De asymmetrische voorgevel aan de Wilhelminalaan is rijk versierd. Boven in de topgevel is een overstek met versierde kroonlijst. Ook de zijgevel heeft rijk versierde uitbouwen. Rechts is een serre met links ervan een veranda. In de topgevel is een inpandig balkon gebouwd.
De woning werd in 1917 bewoond door drs. Ws. Astro en is steeds particulier bewoond geweest.
De Wilhelminalaan werd in het Wilhelminapark aangelegd tussen 1874 en 1875 door Copijn. Langs de laan staan grote villa's op ruime kavels. In de Tweede Wereldoorlog moest de straat op last van de Duitsers naar Willem de Zwijger worden genoemd. Na de oorlog is de laan weer hernoemd